# جمعه سیزدهم قسمت ششم: جیسون زنده‌است
جمعه سیزدهم قسمت ششم: جیسون زنده‌است(به انگلیسی: Friday the 13th Part VI: Jason Lives) فیلمی محصول سال ۱۹۸۶ و به کارگردانی تام مک‌لوکلین است. در این فیلم بازیگرانی همچون توم متیوس، جنیفر کوک، دیوید کاگن، رنه جونز، کری نونان، دارسی دیموس، تام فرایدی، تونی گلدوین، ران پالیلو، آلن بلومنفلد و ویتنی ریدبک ایفای نقش کرده‌اند.